# Gordon Scott
Pour les articles homonymes, voir Scott.
Gordon Scott (3 août 1926 - 30 avril 2007) est un acteur américain, connu pour avoir interprété le rôle de Tarzan de 1955 à 1960 au cinéma, dans cinq films et à la télévision.

## Biographie

### Jeunes années
Gordon Scott est né à Portland, dans l'État de l'Oregon au sein d'une famille de neuf enfants. Il grandit dans l'Oregon et rejoint l'université de l'Oregon dans laquelle il ne reste qu'un semestre. Il est ensuite enrôlé au sein de l'United States Army en 1944 mais en est remercié en 1947. Il enchaîne alors les petits boulots jusqu'en 1953, date à laquelle il est reconnu par un recruteur de nouveaux talents alors qu'il travaille en tant que maître-nageur au Las Vegas Sahara Hotel.

### Carrière et vie personnelle
En raison de sa musculature impressionnante, Gordon Scott signe un contrat au milieu des années 1950 pour remplacer Lex Barker dans le rôle de Tarzan et tourne dans six films. Dans La Plus Grande Aventure de Tarzan (1959) et Tarzan le magnifique (1960), son interprétation détonne car il fait du personnage un homme lettré qui s'exprime normalement, comme dans les romans. 
Gordon Scott déménage ensuite en Italie. Il y joue dans des péplums sur la mythologie grecque et romaine qui mettent en vedette des bodybuilders et devient une star renommée dans les années 1960. Il fréquente alors Steve Reeves, autre acteur Américain tournant en Italie, connu pour ses rôles d'Hercule. Les deux ont d'ailleurs joué ensemble dans le film Romulus et Remus (1961). 
Gordon Scott a été marié trois fois au cours de sa vie, notamment avec Vera Miles, avec qui il a joué dans  Tarzan chez les Soukoulous (en) (1955). Mariés en 1954, ils divorcent en 1959. Leur fils Michael naît en 1957.
Gordon Scott meurt le 30 avril 2007 à Baltimore (Maryland) de complications chirurgicales du fait de nombreuses chirurgies cardiaques subies durant ses dernières années.

## Filmographie
- 1955 : Tarzan chez les Soukoulous (en) (Tarzan's Hidden Jungle) de Harold D. Schuster : Tarzan
- 1957 : Tarzan et le Safari perdu (Tarzan and the lost safari) de H. Bruce Humberstone : Tarzan
- 1958 : Le Combat mortel de Tarzan (en) (Tarzan's Fight For Life) de H. Bruce Humberstone : Tarzan
- 1959 : La Plus Grande Aventure de Tarzan (Tarzan's Greatest Adventure) de John Guillermin : Tarzan
- 1960 : Tarzan et les Trappeurs (en) (Tarzan and the Trappers) de Charles F. Haas, Sandy Howard (en) et H. Bruce Humberstone : Tarzan
- 1960 : Tarzan le magnifique (Tarzan the Magnificent) de Robert Day : Tarzan
- 1961 : Le Géant à la cour de Kublai Khan (Maciste alla corte del Gran Khan) de Mario Bava : Le Géant
- 1961 : Maciste contre le fantôme (Maciste contro il vampiro) de Giacomo Gentilomo et Sergio Corbucci : Maciste
- 1961 : Romulus et Remus (Romolo e Remo) de Sergio Corbucci : Rémus
- 1962 : Cléopâtre, une reine pour César (Una regina per Cesare) de Piero Pierotti et Victor Tourjanski : Jules César
- 1962 : Le Gladiateur de Rome (Il gladiatore di Roma) de Mario Costa : Marcus
- 1962 : Le Lion de Saint-Marc (Il leone di San Marco) de Luigi Capuano : Manrico
- 1962 : Le Retour du fils du cheik (Il figlio dello sceicco) de Mario Costa : Kerim
- 1963 : Hercule, le Héros de Babylone (L'eroe di Babilonia) de Siro Marcellini : Hercule
- 1963 : Le Jour le plus court (Il giorno più corto) de Sergio Corbucci : un soldat (non crédité)
- 1963 : Zorro et les Trois Mousquetaires (Zorro e i tre moschettieri) de Luigi Capuano : Zorro
- 1963 : Goliath et l'Hercule noir (Goliath e la schiava ribelle) de Mario Caiano : Goliath
- 1964 : Buffalo Bill, le héros du Far-West ou L'Attaque de fort Adams (Buffalo Bill, l'eroe del far west) de Mario Costa : Buffalo Bill
- 1964 : Hercule contre Moloch (Ercole contro Moloch) de Giorgio Ferroni : Glauco
- 1964 : La Terreur des gladiateurs (Coriolano, eroe senza patria) de Giorgio Ferroni : Coriolanus
- 1964 : Le Colosse de Rome (Il colosso di Roma) de Giorgio Ferroni : Caius Mucius Scævola
- 1967 : Le Rayon infernal (Il raggio infernale) de Gianfranco Baldanello : Bart Fargo
- 1967 : Le requin est au parfum (Segretissimo) de Fernando Cerchio : John Sutton
- 1968 : Les Forcenés (Gli uomini dal passo pesante) de Mario Sequi et Alfredo Antonini : Lon Cordeen

## Voix françaises
- Jean-Claude Michel dans :
  - Romulus et Remus
  - Zorro et les Trois Mousquetaires
  - Buffalo Bill, le héros du Far-West
  - Les Forcenés

- Jean-Pierre Duclos dans :
  - Le Géant à la cour de Kublai Khan
  - Hercule contre Moloch
  - Hercule le héros de Babylone

- Marc Cassot dans :
  - Maciste contre le fantôme
  - La Terreur des gladiateurs

et aussi :
- Michel Gudin dans La Plus Grande Aventure de Tarzan
- Jean Amadou dans Tarzan le magnifique
- Jacques Dacqmine dans Cléopâtre, une reine pour César
- Claude Joseph dans Le Colosse de Rome
- Gabriel Cattand dans Goliath et l'Hercule noir